# 巴拿马草属
巴拿马草属（学名：Carludovica）是巴拿马草科下的一个属，为低矮、坚韧草本植物。该属共有3种，全部产自热带美洲。